# Сфера Римана

Сферу Римана можно представить как плоскость комплексных чисел, обернутую вокруг сферы

Сфе́ра Ри́мана — наглядное изображение множества {\displaystyle {\widehat {\mathbb {C} }}=\mathbb {C} \cup \{\infty \}} в виде сферы, подобно тому, как множество действительных чисел изображают в виде прямой и как множество комплексных чисел изображает в виде плоскости. По этой причине термин «сфера Римана» часто используется как синоним к термину «множество комплексных чисел, дополненных бесконечно удалённой точкой», наряду с термином «расширенная комплексная плоскость».
При более формальном подходе под сферой Римана понимается сфера в пространстве {\displaystyle \mathbb {R} ^{3}}, задаваемая уравнением {\displaystyle x^{2}+y^{2}+z^{2}=z}, со стереографической проекцией в плоскость {\displaystyle Oxy}, отождествляемой с комплексной плоскостью. Именно об этой формально определённой конструкции далее пойдёт речь.

## Описание

Сфера Римана стереографической проекцией переводится на плоскость

Рассмотрим трёхмерное евклидово пространство {\displaystyle \mathbb {R} ^{3}}. Координаты точек трёхмерного пространства будем обозначать {\displaystyle (\xi ,\eta ,\zeta )\in \mathbb {R} ^{3}}. В {\displaystyle \mathbb {R} ^{3}} рассмотрим сферу {\displaystyle S}, касающуюся плоскости {\displaystyle O\xi \eta } в точке {\displaystyle (0;0;0)}, с диаметром {\displaystyle 1}. Такая сфера задаётся уравнением
{\displaystyle S\colon \xi ^{2}+\eta ^{2}+\zeta ^{2}=\zeta }.
Каждой точке плоскости {\displaystyle (\xi ;\eta ;0)\in O\xi \eta } можно поставить в соответствие точку сферы {\displaystyle M\in S} следующим образом. Проведём через точку {\displaystyle N=(0;0;1)} и {\displaystyle (\xi ;\eta ;0)} прямую; эта прямая пересечёт сферу в ещё одной точке, которую и будем считать соответствующей точке {\displaystyle (\xi ;\eta ;0)}. Такое соответствие называется стереографической проекцией с центром в {\displaystyle N}. Каждой точке плоскости оно однозначно сопоставляет точку сферы. Однако не каждой точке сферы сопоставляется точка плоскости: точке {\displaystyle N} не соответствует никакая точка плоскости. Таким образом, мы имеем взаимо-однозначное соответствие между плоскостью {\displaystyle O\xi \eta } и {\displaystyle S\setminus \{N\}}.
Плоскость {\displaystyle O\xi \eta } можно отождествить с комплексной плоскостью {\displaystyle \mathbb {C} }, {\displaystyle x+iy=(\xi ,\eta ,0)}. Тогда определённое выше соответствие задаёт непрерывное взаимо-однозначное отображение {\displaystyle \tau \colon \mathbb {C} \rightarrow S\setminus \{N\}}. Чтобы достроить это отображение до биекции на всю сферу, дополним множество {\displaystyle \mathbb {C} } ещё одной точкой, которую будем считать прообразом точки {\displaystyle N}. Эту точку будем называть бесконечно удалённой точкой и обозначим её через {\displaystyle \infty }. Мы получили биекцию {\displaystyle \pi \colon \mathbb {C} \cup \{\infty \}\rightarrow S}. Множество {\displaystyle \mathbb {C} \cup \{\infty \}} называется расширенным множеством комплексных чисел, сфера {\displaystyle S} — сферой Римана.
Описанная конструкция часто используется во многих учебниках для наглядного определения расширенного множества комплексных чисел. Действительно, топологию на этом множестве можно определить, положив открытыми множествами прообразы открытых множеств по {\displaystyle \pi }, операции на бесконечность распространяются по непрерывности. Определение при помощи сферы Римана полностью описывает суть расширения множества комплексных чисел, к тому же, представляет её наглядную интерпретацию.

## Формальное определение
Сферой Римана называется сфера {\displaystyle S}, задаваемая в пространстве {\displaystyle R^{3}} уравнением
{\displaystyle S\colon \xi ^{2}+\eta ^{2}+\zeta ^{2}=\zeta },
вместе с отображением {\displaystyle \pi \colon S\rightarrow \mathbb {C} \cup \{\infty \}}, задаваемым как
{\displaystyle \pi (\xi ,\eta ,\zeta )={\frac {\xi +i\eta }{1-\zeta }}}
Отображение в определении можно заменить на обратное, смысл от этого не изменится.

## Координаты
Численные координаты на расширенном множестве комплексных чисел вводятся тремя способами:
- аффинная комплексная координата {\displaystyle z}, способная принимать значение {\displaystyle \infty };
- проективные однородные комплексные координаты {\displaystyle [z_{0}:z_{1}]};
- трёхмерные вещественные координаты {\displaystyle \xi ,\eta ,\zeta }, связанные уравнением:

{\displaystyle \xi ^{2}+\eta ^{2}+\zeta ^{2}=\zeta }
Переход от одних координат к другим задаётся формулами:
{\displaystyle z={\frac {z_{1}}{z_{0}}}}
{\displaystyle z_{0}:z_{1}=\left[{\begin{matrix}\zeta :(\xi +i\eta )&\Leftarrow \zeta >0\\0:1&\Leftarrow \zeta =0\end{matrix}}\right.}
{\displaystyle \left\{{\begin{matrix}\xi +i\eta ={\dfrac {z}{1+|z|^{2}}}\\\zeta ={\dfrac {|z|^{2}}{1+|z|^{2}}}\end{matrix}}\right.}
{\displaystyle z={\frac {\xi +i\eta }{1-\zeta }}}

## Сферическая метрика
Сфера Римана позволяет ввести на множестве {\displaystyle \mathbb {C} } иную метрику, отличную от евклидовой. Эта метрика называется сферической метрикой. Она определяется как евклидова метрика между соответствующими точками на сфере Римана. То есть, для двух чисел {\displaystyle z_{1},z_{2}\in \mathbb {C} }
{\displaystyle \rho (z_{1},z_{2})={\sqrt {(\xi _{1}-\xi _{2})^{2}+(\eta _{1}-\eta _{2})^{2}+(\zeta _{1}^{2}-\zeta _{2}^{2})}}}
Нетрудно получить прямое выражение такого расстояния.
{\displaystyle \rho (z_{1},z_{2})={\frac {|z_{2}-z_{1}|}{{\sqrt {1+|z_{1}|^{2}}}{\sqrt {1+|z_{2}|^{2}}}}}}
Евклидова и сферические метрики эквивалентны на {\displaystyle \mathbb {C} }. Особенность сферической метрики в том, что она может быть продолжена на расширенное множество комплексных чисел, в отличие от евклидовой. Такое продолжение определяется точно также. Для двух элементов {\displaystyle z_{1},z_{2}\in \mathbb {C} \cup \{\infty \}}
{\displaystyle \rho (z_{1},z_{2})={\sqrt {(\xi _{1}-\xi _{2})^{2}+(\eta _{1}-\eta _{2})^{2}+(\zeta ^{2}-\zeta ^{2})}}}
Прямое выражение для такого расстояния, когда одна из точек бесконечность, записывается иначе.
{\displaystyle \rho (z,\infty )={\frac {1}{\sqrt {1+|z|^{2}}}}}

## Автоморфизмы
Автоморфизмами области {\displaystyle U\subset \mathbb {C} \cup \infty } называются голоморфные биективные отображения этой области в себя. В случае автоморфизмов всего расширенного множества комплексных чисел обычно используют термин «автоморфизмы сферы Римана» — пример того, как термин «сфера Римана» используется в качестве синонима к термину «расширенное множество комплексных чисел». Автоморфизмами сферы Римана являются дробно-линейные преобразования (или преобразования Мёбиуса). Пусть
{\displaystyle \left|{\begin{matrix}a&b\\c&d\end{matrix}}\right|\neq 0}
Дробно-линейное преобразование {\displaystyle f\colon \mathbb {C} \cup \infty \rightarrow \mathbb {C} \cup \infty } определяется как
{\displaystyle f(z)={\frac {az+c}{bz+d}}},
достроенное до непрерывности во всех точках, где это выражение напрямую не определено.
Дробно-линейные отображения на сфере Римана переводят окружности в окружности.

## Приложения
Помимо математики, сфера Римана известна в теоретической физике.
В специальной теории относительности сфера Римана является моделью небесной сферы. Преобразования Мёбиуса связаны с преобразованиями Лоренца, и описывают искажение небесной сферы для наблюдателя, движущегося с околосветовой скоростью.
Преобразования Мёбиуса и Лоренца связаны также со спинорами. В квантовой механике сфера Римана параметризует состояния систем, описываемых 2-мерным пространством (см. q-бит), в особенности спина массивных частиц со спином 1/2, таких как электрон.
В этом контексте сферу Римана называют сферой Блоха и используют на ней координаты «широта-долгота» почти как на обычной сфере, только широту {\displaystyle \theta } отсчитывают от полюса и делят угол на 2, т. ч. {\displaystyle 0<\theta <\pi /2} (см. рис.)
В таком случае верны соотношения:
{\displaystyle z_{0}:z_{1}=\cos \theta :e^{i\varphi }\sin \theta }
{\displaystyle \left\{{\begin{matrix}\xi +i\eta =e^{i\varphi }\sin {2\theta }\\\zeta -1=\cos {2\theta }\end{matrix}}\right.}

Сфера Блоха

В поляризационной оптике сферу Римана называют сферой Пуанкаре, а оси координат — параметрами Стокса.

## Внутренность сферы
Внутренность сферы (шар) допускает смысловое толкование в обоих указанных выше приложениях.
Как небесная сфера является множеством светоподобных направлений пространства-времени, так и её внутренность соответствует направлениям времениподобным, то есть фактически релятивистским досветовым скоростям.
Это пространство является гиперболическим (имеет постоянную отрицательную кривизну наподобие плоскости Лобачевского, только при размерности 3, а не 2); на него естественным образом распространяется действие преобразований Мёбиуса.
Внутренность сферы Блоха отвечает так называемым смешанным состояниям q-бита, и геометрически устроена как обычный шар.
Однако, и то и другое описывается положительно определёнными эрмитовыми матрицами размера 2×2, рассматриваемыми с точностью до умножения на положительное число.